# 24 يوليو
- السبت
- الأحد
- الاثنين
- الثلاثاء
- الأربعاء
- الخميس
- الجمعة

- 283 محرم 1447  هـ
- 294 محرم 1447  هـ
- 305 محرم 1447  هـ
- 16 محرم 1447  هـ
- 27 محرم 1447  هـ
- 38 محرم 1447  هـ
- 49 محرم 1447  هـ
- 510 محرم 1447  هـ
- 611 محرم 1447  هـ
- 712 محرم 1447  هـ
- 813 محرم 1447  هـ
- 914 محرم 1447  هـ
- 1015 محرم 1447  هـ
- 1116 محرم 1447  هـ
- 1217 محرم 1447  هـ
- 1318 محرم 1447  هـ
- 1419 محرم 1447  هـ
- 1520 محرم 1447  هـ
- 1621 محرم 1447  هـ
- 1722 محرم 1447  هـ
- 1823 محرم 1447  هـ
- 1924 محرم 1447  هـ
- 2025 محرم 1447  هـ
- 2126 محرم 1447  هـ
- 2227 محرم 1447  هـ
- 2328 محرم 1447  هـ
- 2429 محرم 1447  هـ
- 2530 محرم 1447  هـ
- 261 صفر 1447  هـ
- 272 صفر 1447  هـ
- 283 صفر 1447  هـ
- 294 صفر 1447  هـ
- 305 صفر 1447  هـ
- 316 صفر 1447  هـ
- 17 صفر 1447  هـ

24 يوليو أو 24 تمُّوز أو 24 يوليه أو يوم 24 \ 7 (اليوم الرابع والعشرون من الشهر السابع) هو اليوم الخامس بعد المئتين (205) من السنوات البسيطة، أو اليوم السادس بعد المئتين (206) من السنوات الكبيسة وفقًا للتقويم الميلادي الغربي (الغريغوري). يبقى بعده 160 يوما لانتهاء السنة.

## أحداث
- 1148 - لويس السابع ملك فرنسا يحاصر دمشق أثناء الحملة الصليبية الثانية.
- 1487 - أهالي ليوواردن في هولندا يضربون احتجاجًا على منع البيرة الأجنبية.
- 1534 - جاك كارتييه يستولي على كندا باسم ملك فرنسا.
- 1567 - إجبار ملكة اسكتلندا ماري ستيوارت أثناء حبسها في «قلعة غليفن» على التنازل عن العرش لصالح ابنها البالغ من العمر عاماً واحداً والذي تم تتويجه باسم جيمس السادس.
- 1798 - القائد الفرنسي نابليون بونابرت يدخل مع قواته الغازية إلى القاهرة.
- 1854 - محمد سعيد باشا يستلم حكم مصر خلفًا لابن أخيه عباس حلمي الذي اغتيل في 13 يوليو.
- 1920 - وقوع معركة ميسلون بين متطوعين سوريين والجيش الفرنسي، وبدء الانتداب الفرنسي على سوريا.
- 1923 - التوقيع على معاهدة لوزان التي تم على إثرها تسوية وضع الأناضول وتراقيا الشرقية.
- 1977 - انتهاء حرب الأيام الأربعة بين مصر وليبيا.
- 1990 - القوات العراقية تحتشد على الحدود مع الكويت.
- 1993 - القوات الإسرائيلية تقتحم «مسجد الإصلاح» في قطاع غزة، والعملية تسفر عن سقوط عشرات القتلى والجرحى.
- 2005 - لانس آرمسترونج يفوز بسباق فرنسا للدراجات «تور دو فرانس» للمرة السابعة على التوالي.
- 2007 - ليبيا تطلق سراح المتهمين الستة المحكومين بالإعدام في قضية الإيدز.
- 2012 - الرئيس المصري محمد مرسي يكلف وزير الري بالحكومة المستقيلة هشام قنديل بتشكيل الحكومة الجديدة.
- 2013 - حادث قطار سانتياغو دي كومبوستيلا يخلف حوالي 70 قتيلاً و143 جريحاً ويعتبر الأسوأ في تاريخ إسبانيا.
- 2014 -
  - سُقوط طائرة الخُطوط الجويَّة الجزائريَّة الرحلة 5017 في صحراء مالي أثناء رحلتها من بوركينا فاسو إلى الجزائر.
  - مجلس النواب العراقي ينتخب محمد فؤاد معصوم رئيسًا لجمهورية العراق.
- 2019 - بوريس جونسون يصبح رئيسًا لوزراء المملكة المتحدة بعد انتخابه زعيمًا لحزب المحافظين الحاكم خلفًا لتيريزا ماي التي استقالت من مهامها في رئاسة الحزب والحكومة في 24 مايو 2019.
- 2020 - افتتاح آيا صوفيا، رسميًّا كمسجدٍ جامع من جديد، وإقامة أوَّل صلاة جُمُعة فيه مُنذُ 86 سنة.

## مواليد
- 1783 - سيمون بوليفار، قائد ثوري وسياسي فنزويلي تدين له عدد من جمهوريات أمريكا الجنوبية باستقلالها عن الحكم الإسباني.
- 1802 - ألكسندر دوما، روائي فرنسي.
- 1857 - هنريك بونتوبيدان، أديب دنماركي حاصل على جائزة نوبل في الأدب عام 1917.
- 1886 - جونيتشيرو تانيزاكي، روائي ياباني.
- 1893- محمد بن إبراهيم آل الشيخ، مفتي السعودية.
- 1897 - أميليا إيرهارت، طيارة أمريكية.
- 1907 - إيزيدور فينشتاين ستون صحفي استقصائي أمريكي.
- 1913 - بريتون تشانس أكاديمي أمريكي.
- 1918 - حميراء بيغوم ملكة أفغانستان القرينة .
- 1941 - حسن محمد باجودة، عالم أدبي وأكاديمي سعودي.
- 1947 - ثروت الحسن، زوجة ولي عهد الأردن السابق الأمير الحسن بن طلال.
- 1964 - بنانا يوشيموتو، كاتبة يابانية.
- 1969 - جينيفر لوبيز، مغنية وممثلة أمريكية.
- 1971 - دينو باجيو، لاعب كرة قدم ايطالي.
- 1972 - كايو هيرويوكي، مصارع سومو ياباني.
- 1977 - مهدي مهدوي كيا، لاعب كرة قدم إيراني.
- 1979 - سناء إبراهيم، ممثلة سعودية.
- 1981 - سمر غلاو، ممثلة أمريكية.
- 1982 - منة شلبي، ممثلة مصرية.
- 1983 - دانييلي دي روسي، لاعب كرة قدم إيطالي.
- 1984 - بكاه آهنكراني، ممثلة إيرانية.

## وفيات
- 1115 - ماتيلدي، كونتيسة إيطالية.
- 1862 - مارتن فان بيورين، رئيس الولايات المتحدة الثامن.
- 1920 -
  - يوسف العظمة، وزير حربية ورئيس أركان سوري.
  - عبد القادر كيوان، عالم مسلم وشاعر سوري.
- 1951 - ألبرت كومبس بارنز، كيميائي أمريكي.
- 1974 - جيمس تشادويك، عالم فيزياء إنجليزي حاصل على جائزة نوبل في الفيزياء عام 1935.
- 1981 - عبد الملك كريم أمر الله، عالم مسلم ومصلح إسلامي وفيلسوف أندونيسي.
- 1986 - فريتس ليبمان، عالم كيمياء حيوية ألماني / أمريكي حاصل على جائزة نوبل في الطب عام 1953.
- 1990 -
  - نادية السبع، ممثلة مصرية.
  - نادرة، مغنية مصرية.
- 1991 - إساك سنجر، أديب أمريكي حاصل على جائزة نوبل في الأدب عام 1978.
- 1992 ـ غافرييل إليزاروف، جراح عظام روسي.
- 1995 -
  - خالد بكداش، أمين عام الحزب الشيوعي السوري.
  - جيري لوردان، مؤلف موسيقى ومغني بريطاني.
- 2000 - أحمد شاملو، شاعر إيراني.
- 2012 - جون أتا ميلس، رئيس غانا.
- 2023 - أحمد سامي منقارة، سياسي لبناني.

## أعياد ومناسبات
- عيد سيمون بوليفار في الإكوادور.
- يوم التيكيلا الوطني في الولايات المتحدة.
- كرنفال أوسو

## وصلات خارجية
- وكالة الأنباء القطريَّة: حدث في مثل هذا اليوم.
- النيويورك تايمز: حدث في مثل هذا اليوم.
- BBC: حدث في مثل هذا اليوم.